# Jewgeni Andrejewitsch Tischtschenko
Jewgeni Andrejewitsch Tischtschenko (russisch Евгений Андреевич Тищенко, wiss. Transliteration Evgenij Andreevič Tiščenko; * 15. Juli 1991 in Belgorod) ist ein russischer Profiboxer im Schwergewicht. Als Amateur war er unter anderem Europameister 2015 und 2017, Weltmeister 2015 und Olympiasieger 2016.

## Nationale Erfolge
Tischtschenko ist rund 1,96 m groß und wurde 2009 Russischer Jugendmeister im Halbschwergewicht, sowie 2012 Russischer U22-Meister und Russischer Meister im Schwergewicht. 2010 und 2011 gewann er jeweils Bronze im Halbschwergewicht, nachdem er in den Halbfinalkämpfen gegen Jegor Mechonzew bzw. Nikita Iwanow ausgeschieden war. 2014 wurde er erneut Russischer Meister im Schwergewicht und besiegte dabei im Finale den Europameister Alexei Jegorow.

## Internationale Erfolge
2009 gewann er im Halbschwergewicht die Jugend-Europameisterschaften im polnischen Stettin, nachdem er sich gegen Declan Fusco aus England (TKO), Serdar Hacıoğlu aus Ungarn (5:0), Iaco Kisiria aus Griechenland (2:0) und Cezary Samełko aus Polen (3:0) durchgesetzt hatte. 2012 folgte die Goldmedaille im Schwergewicht, bei den U22-Europameisterschaften in Kaliningrad. Dabei hatte er Leonid Scharnabajew aus Belarus (16:5), Djibril Coupe aus Frankreich (23:9) und Heworh Manukjan aus der Ukraine (22:7) besiegt.
Im Juli 2013 gewann er im Schwergewicht auch die Sommer-Universiade in Kasan. Bei den Weltmeisterschaften im Oktober desselben Jahres in Almaty, konnte er sich im Schwergewicht gegen Warren Baister aus England (3:0), Sjarhej Karnejeu aus Belarus (3:0), Juan Nogueira aus Brasilien (3:0), Rustam Toʻlaganov aus Usbekistan (3:0) und Yamil Peralta aus Argentinien (2:1) ins Finale vorkämpfen, wo er gegen Clemente Russo aus Italien (0:3) unterlag.
Bei den Europameisterschaften 2015 in Samokow errang Tischtschenko, nach Siegen, u. a. über Sjarhej Karnejeu, Belarus (3:0), Terwel Pulew, Bulgarien (3:0), und im Finale über Igor Jakubowski, Polen (WO), die Goldmedaille.
Ebenfalls Gold gewann er bei den Weltmeisterschaften 2015 in Doha. Er schlug dabei Joshua Temple aus den USA, Roy Korving aus den Niederlanden, Heworh Manukjan aus der Ukraine und Erislandy Savón aus Kuba. Mit diesem Erfolg qualifizierte er sich auch direkt für die Olympischen Spiele 2016, wo er ebenfalls die Goldmedaille gewann. Er hatte dabei Juan Nogueira (3:0), Clemente Russo (3:0), Rustam Toʻlaganov (3:0) und Wassili Lewit (3:0) besiegt.
Bei den Europameisterschaften 2017 in Charkiw gewann er seine zweite EM-Goldmedaille im Schwergewicht durch Siege gegen Narek Manasyan, Ádám Hámori, Paul Omba-Biongolo und Cheavan Clarke. Er war damit für die Weltmeisterschaften 2017 in Hamburg qualifiziert, wo er gegen Deivis Julio, David Nyika und Sanjar Tursunov das Finale erreichte und dort durch Split Decision gegen Erislandy Savón unterlag.

## Auswahl internationaler Turniersiege
- Februar 2009: 1. Platz beim International Youth Tournament in Russland
- April 2009: 1. Platz beim Franko Blagonić Turnier in Kroatien
- Juli 2011: 1. Platz beim Governor Cup in Russland
- Mai 2012: 1. Platz beim Governor Cup in Russland, Finalsieg gegen Clemente Russo
- März 2013: 1. Platz beim Ústí Grand Prix in Tschechien
- Mai 2013: 1. Platz beim Algirdas Šocikas Turnier in Litauen
- Februar 2016: 1. Platz beim Strandja Turnier in Ungarn

## World Series of Boxing
In der World Series of Boxing (WSB) gewann Tischtschenko bisher acht von zehn Kämpfen.

## Profikarriere
Am 19. August 2018 gewann er sein Profidebüt in Jekaterinburg vorzeitig gegen Williams Ocando. Seine ersten acht Profikämpfe konnte er gewinnen, ehe er am 27. März 2021 gegen Thabiso Mchunu nach Punkten seinen ersten Kampf verlor. 